# قلعه کوزوکی
قلعه کوزوکی (به ژاپنی: 上月城, Kozuki-jo) یک قلعه ژاپنی در سایو، هیوگو استان هیوگو در ژاپن بود. این قلعه در سال ۱۳۳۶ توسط خاندان آکاماتسو ساخته شده‌بود. در سال ۱۵۷۷ در هنگام حمله به چوگوکو این قلعه محل سکونت آکاماتسو ماسانوری بود که بعد از حمله هاشیبا هیده‌یوشی قلعه سقوط کرد و صاحب قلعه همراه با خانواده اش خودکشی کردند. پس از آن قلعه به آماگو کاتسوهیسا واگذار شد سال بعد ۱۵۷۸ قلعه مورد حمله خاندان موری قرار گرفت و قلعه سقوط کرد. آماگو کاتسوهیسا دست به هاراکیری زد. در این حمله همچنین یاماناکا یوکیموری نیز دستگیر شد و سپس به قتل رسید. پس از آن قلعه متروک شد.